# Mumtaz Shaikh
Mumtaz Shaikh (Ahmednagar, 18 de noviembre de 1981) es una activista por los derechos de las mujeres de la India que participó activamente en el lanzamiento de una exitosa campaña para lograr la igualdad de acceso a los baños públicos en Mumbai.  En 2015 fue seleccionada por la BBC como una de sus 100 mujeres más inspiradoras del año.

## Infancia
Mumtaz Shaikh nació en 1981 en Ahmednagar, Maharashtra. Su madre, Madina, hablaba hindi y Su padre, Abu Bakker, hablaba malayalam. Poco después de su nacimiento, la familia, que también incluía un hermano mayor, Rafique, se mudó al barrio de Vashi Naka del suburbio de Mumbai, Chembur. La continua violencia familiar hizo que Shaikh fuera enviada a vivir con un tío, donde trabajó realizando tareas domésticas a cambio de alojamiento, aunque a menudo pasaba hambre. Cuando ella tenía cinco años y su hermano ocho, su padre llevó a Rafique a casa de sus abuelos en Kerala y él se fue a trabajar a Dubai. Después de una infancia difícil de extrema pobreza, Shaikh abandonó la escuela al finalizar el noveno grado y su tío arregló un matrimonio para ella cuando cumpliera quince años. El matrimonio tuvo problemas y tras el nacimiento de su hija, a los dieciséis años, Shaikh comenzó a asistir en secreto a conferencias sobre violencia familiar en su comunidad impartidas por trabajadores sociales del Comité de Organizaciones de Recursos (CORO). A pesar de las objeciones de su marido, se convirtió en voluntaria de la organización y más tarde solicitó el divorcio.

## Trayectoria
En el año 2000 Mumtaz ya era una colaboradora fundamental el equipo de CORO lo que le llevó a ser seleccionada para una beca Leader's Quest en 2005. Posteriormente se dedicó a asesorar a otras mujeres de su comunidad. A lo largo de la siguiente década fue ascendiendo dentro de la organización, hasta convertirse en secretaria adjunta de CORO. En 2006 se volvió a casar. Cuando CORO creó la Federación Mahila Mandal, Mumtaz fue nombrada su presidenta ejecutiva. Como parte de los programas sanitarios de CORO, Mumtaz comenzó a abordar los problemas de insalubridad e inseguridad de los baños públicos en 2011 y en 2012 dirigió una encuesta para evaluar la seguridad y las condiciones de las instalaciones de los baños. En 2013, inició una campaña centrada en el problema del acceso desigual a las instalaciones sanitarias en Mumbai. Basándose en una campaña similar, Occupy Men's Toilet, de China, 32 organizaciones no gubernamentales se unieron para patrocinar un seminario de un día de duración para iniciar su esfuerzo por aumentar el acceso gratuito a los baños para las mujeres que ya lo era para los hombres. Mumtaz se convirtió en el portavoz de la Campaña por el Derecho a Orinar, que se centró en el hecho de que, aunque las mujeres representan alrededor del 50 por ciento de la fuerza laboral en las áreas urbanas, tienen poco acceso a los baños, a menos que puedan pagar. En 2012, en Mumbai, el gobierno proporcionó 5.993 baños públicos y 2.466 urinarios para hombres, pero sólo 3.536 instalaciones para mujeres. Las estaciones de tren estaban en peores condiciones, contando con menos de 100 urinarios y sanitarios para las 69 estaciones ubicadas en las líneas ferroviarias Central y Harbour. Los hombres no pagaban nada para usar un urinario, pero las mujeres tenían que pagar para usar el baño. Para limitar el número de veces que orinaban, las mujeres frecuentemente bebían cantidades inadecuadas de agua, lo que su provocaba deshidratación y las consiguientes complicaciones de salud.
La iniciativa fue ampliamente reconocida y dio como resultado que el gobierno ordenara que cada 20 kilómetros en toda Mumbai se construyera un bloque de baños para mujeres. En el plazo de un año, la presión de las organizaciones de mujeres dio como resultado el anuncio de la construcción por parte de MCGM de 96 nuevas instalaciones sanitarias en Mumba. Mumtaz recibió el título de "Hija de Maharashtra" por Nari Samta Manch, Pune y en 2015 fue honrada por la Serie 100 Mujeres de la BBC, como inspiración. En 2015, su dedicación al saneamiento y al derecho de la mujer a la igualdad se había extendido a Sangli y Vidarbha y se fue expandiendo para abordar la seguridad en la ciudad. Reanudó sus estudios y entró en un programa universitario de política después del nacimiento de su segundo hijo. A lo largo de 2016, Shaikh siguió trabajando en la cuestión de los baños públicos y en los problemas de salud, así como en la inseguridad de las mujeres causada por la falta de instalaciones adecuadas y la inacción del gobierno. Lanzó planes para extender el programa a todo el estado de Maharashtra, estudiando las necesidades locales de varias localidades.